# Judo-Weltmeisterschaften 1987
Die 14. Judo-Weltmeisterschaften 1987 fanden vom 19. bis zum 22. November 1987 in der Essener Grugahalle statt.

## Ergebnisse

### Männer
| Gewichtsklasse | Gold               | Silber              | Bronze           |
| -------------- | ------------------ | ------------------- | ---------------- |
| - 60 kg        | Kim Jae-yup        | Shinji Hosokawa     | Kevin Asano      |
| - 60 kg        | Kim Jae-yup        | Shinji Hosokawa     | Patrick Roux     |
| - 65 kg        | Yōsuke Yamamoto    | Juri Sokolow        | Tamás Bujkó      |
| - 65 kg        | Yōsuke Yamamoto    | Juri Sokolow        | Janusz Pawłowski |
| - 71 kg        | Mike Swain         | Marc Alexandre      | Kerrith Brown    |
| - 71 kg        | Mike Swain         | Marc Alexandre      | Toshihiko Koga   |
| - 78 kg        | Hirotaka Okada     | Baschir Warajew     | Lee Koai-hwa     |
| - 78 kg        | Hirotaka Okada     | Baschir Warajew     | Waldemar Legień  |
| - 86 kg        | Fabien Canu        | Pak Jong-chol       | Masao Murata     |
| - 86 kg        | Fabien Canu        | Pak Jong-chol       | Densign White    |
| - 95 kg        | Hitoshi Sugai      | Theo Meijer         | Ha Hyung-joo     |
| - 95 kg        | Hitoshi Sugai      | Theo Meijer         | Aurélio Miguel   |
| + 95 kg        | Grigori Weritschew | Mohamed Ali Rashwan | Jochen Plate     |
| + 95 kg        | Grigori Weritschew | Mohamed Ali Rashwan | Xu Guoqing       |
| Offene Klasse  | Naoya Ogawa        | Elvis Gordon        | Jorge Fis Castro |
| Offene Klasse  | Naoya Ogawa        | Elvis Gordon        | Henry Stöhr      |

### Frauen
| Gewichtsklasse | Gold                | Silber           | Bronze                |
| -------------- | ------------------- | ---------------- | --------------------- |
| - 48 kg        | Li Zhongyun         | Fumiko Ezaki     | Chou Yu-ping          |
| - 48 kg        | Li Zhongyun         | Fumiko Ezaki     | Jessica Gal           |
| - 52 kg        | Sharon Rendle       | Kaori Yamaguchi  | Dominique Brun        |
| - 52 kg        | Sharon Rendle       | Kaori Yamaguchi  | Alessandra Giungi     |
| - 56 kg        | Catherine Arnaud    | Suzanne Williams | Ann Hughes            |
| - 56 kg        | Catherine Arnaud    | Suzanne Williams | Regina Philips        |
| - 61 kg        | Diane Bell          | Lynn Roethke     | Noriko Mochida        |
| - 61 kg        | Diane Bell          | Lynn Roethke     | Bogusława Olechnowicz |
| - 66 kg        | Alexandra Schreiber | Brigitte Deydier | Roswitha Hartl        |
| - 66 kg        | Alexandra Schreiber | Brigitte Deydier | Hikari Sasaki         |
| - 72 kg        | Irene de Kok        | Ingrid Berghmans | Barbara Claßen        |
| - 72 kg        | Irene de Kok        | Ingrid Berghmans | Yōko Tanabe           |
| + 72 kg        | Gao Fenglian        | Regina Sigmund   | Margaret Castro       |
| + 72 kg        | Gao Fenglian        | Regina Sigmund   | Angelique Seriese     |
| Offene Klasse  | Gao Fenglian        | Ingrid Berghmans | Karin Kutz            |
| Offene Klasse  | Gao Fenglian        | Ingrid Berghmans | Isabelle Paque        |

## Medaillenspiegel
| Rang      | Land                   | Gold | Silber | Bronze | Gesamt |
| --------- | ---------------------- | ---- | ------ | ------ | ------ |
| 1         | Japan                  | 4    | 3      | 5      | 12     |
| 2         | Volksrepublik China    | 3    | 0      | 1      | 4      |
| 3         | Frankreich             | 2    | 2      | 3      | 7      |
| 4         | Vereinigtes Königreich | 2    | 1      | 3      | 6      |
| 5         | Sowjetunion            | 1    | 2      | 0      | 3      |
| 6         | BR Deutschland         | 1    | 1      | 4      | 6      |
| 7         | Vereinigte Staaten     | 1    | 1      | 2      | 4      |
| 7         | Niederlande            | 1    | 1      | 2      | 4      |
| 9         | Südkorea               | 1    | 0      | 2      | 3      |
| 10        | Belgien                | 0    | 2      | 0      | 2      |
| 11        | Nordkorea              | 0    | 1      | 0      | 1      |
| 11        | Australien             | 0    | 1      | 0      | 1      |
| 11        | Ägypten                | 0    | 1      | 0      | 1      |
| 14        | Polen                  | 0    | 0      | 3      | 3      |
| 15        | Ungarn                 | 0    | 0      | 1      | 1      |
| 15        | Österreich             | 0    | 0      | 1      | 1      |
| 15        | Brasilien              | 0    | 0      | 1      | 1      |
| 15        | Kuba                   | 0    | 0      | 1      | 1      |
| 15        | DDR                    | 0    | 0      | 1      | 1      |
| 15        | Italien                | 0    | 0      | 1      | 1      |
| 15        | Chinesisch Taipeh      | 0    | 0      | 1      | 1      |
| Insgesamt | Insgesamt              | 16   | 16     | 32     | 64     |